# Féneyrols
Féneyrols település Franciaországban, Tarn-et-Garonne megyében. Lakosainak száma 164 fő (2022. január 1.). Féneyrols Milhars, Montrosier, Roussayrolles, Saint-Michel-de-Vax, Espinas, Saint-Antonin-Noble-Val, Varen és Verfeil községekkel határos.

## Népesség
A település népességének változása:
| Lakosok száma | 158  | 153  | 152  | 147  | 144  | 142  | 139  | 151  | 164  |
|               | 2013 | 2015 | 2016 | 2017 | 2018 | 2019 | 2020 | 2021 | 2022 |